# اوتو نیکلای
اوتو نیکلای (انگلیسی: Otto Nicolai; ۹ ژوئن ۱۸۱۰ – ۱۱ مهٔ ۱۸۴۹) آهنگساز، نوازنده پیانو، رهبر (موسیقی)، و از بنیانگذاران ارکستر فیلارمونیک وین اهل آلمان بود.